# Lejmon
Lejmon (gr. Λειμών Leimón) – w mitologii greckiej syn Tegeatesa, króla i założyciela Tegei.
Apollo i Artemida, chcąc pomścić krzywdę swej matki Latony, odwiedzali te miejsca, które z nakazu Hery odmówiły jej schronienia. W wędrówce swojej zawitali do królestwa Tegeatesa na Peloponezie. Tam przyjął ich gościnnie jeden z synów królewskich, Skefros. Lejmon dostrzegł, że brat rozmawia z gośćmi i wyobraził sobie, że go obmawia. Ze złości zabił więc brata. Natychmiast też Artemida przeszyła go strzałą z łuku.
Tegeates i jego żona Majra, skoro tylko dowiedzieli się o przybyciu bogów, natychmiast złożyli im ofiary. Apollo i Artemida nie przyjęli ich jednak. Oddalili się karząc kraj głodem. Wyrocznia delficka, zapytana o radę, odpowiedziała, że należy oddać ostatnią posługę Skefrosowi. Ustanowiono więc na jego cześć doroczne święto, w czasie którego kapłanka Artemidy odgrywała scenę pościgu za Lejmonem.